# Чэнь Юлян

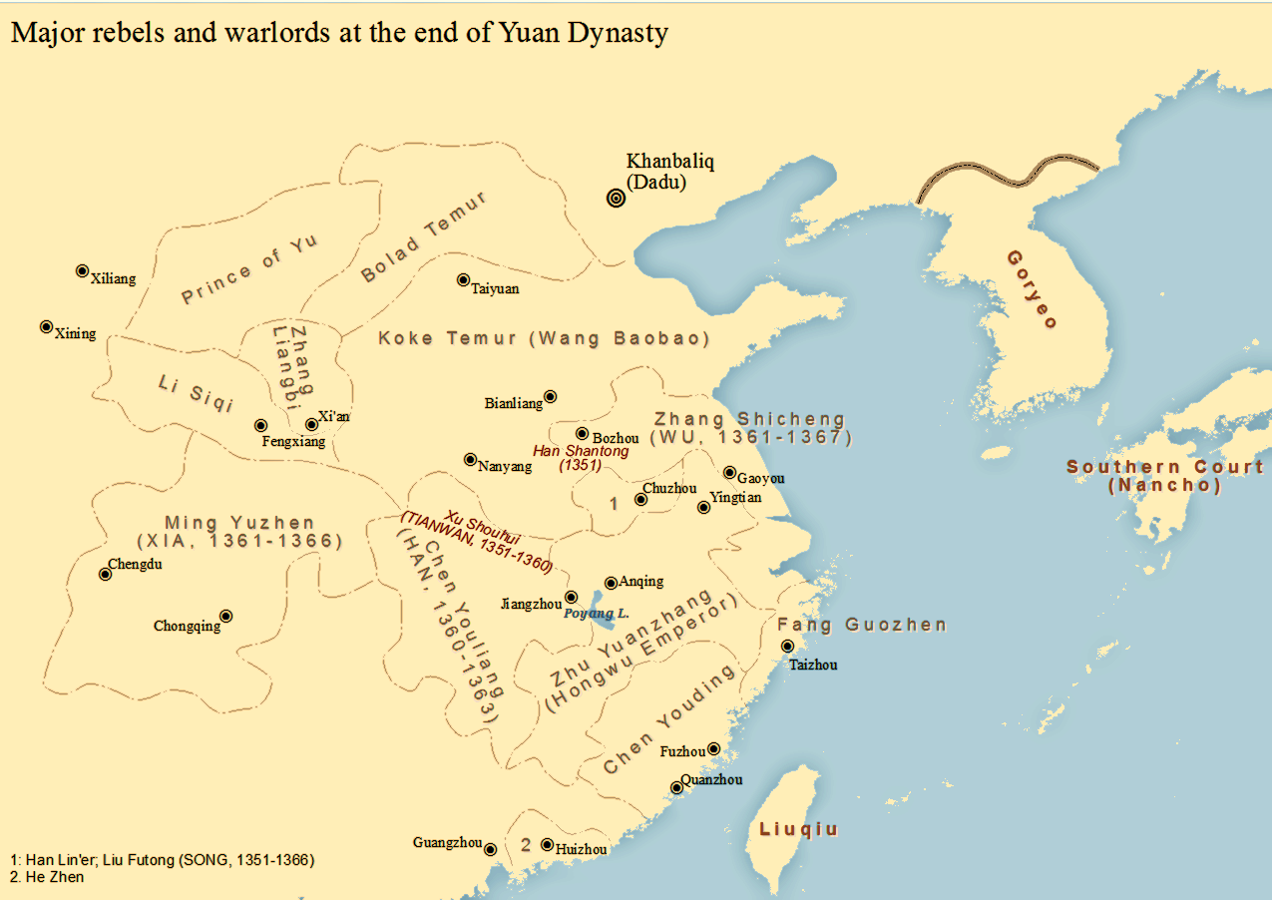
Повстанцы и военачальники конца династии Юань, включая территорию, контролируемую Чэнь Юляном в начале 1363 года.

Чэнь Юлян (陳友諒; 1320 — 3 октября 1363) — основатель и первый император династического государства Чэнь Хань в истории Китая. Он был одним из военачальников и героев народной революции конца династии Юань.

## Биография
Чэнь родился в рыбацкой семье в Мяньяне (沔陽) на территории современной провинции Хубэй. Некоторые говорят, что он родился с фамилией Чэнь (陳), другие говорят, что он родился с фамилией Сэ (謝).
Вьетнамские записи говорят, что Чэнь Юлян был сыном Чэнь Иджи (陳益稷) или Чан Ить Ток, лидера династии Чан, который поселился при дворе династии Юань.
В детстве он рос бедным, и он и его семья были относительно неудачливыми рыбаками. Чэнь когда-то служил районным чиновником, а затем стал генералом под командованием Ни Вэньцзюня во время Восстания красных повязок. Ни Вэньцзюнь планировал убить Сюй Шохуэя, лидера повстанцев Красных повязок, но Чэнь Юлян убил Ни Вэньцзюня прежде, чем Ни смог убить Сюя. В это время Чэнь Юлян взял на себя управление провинциями Фуцзянь и Цзянси. Услышав, что Цзянси взят в плен, Сюй Шоухуэй хотел перенести столицу туда, но Чэнь Юлян опасался, что Сюй Шоухуэй будет угрожать ему там, и послал посланника, чтобы остановить его. Тем не менее Сюй и его войска прибыли в Цзянси, поэтому позже он напал на Сюй Шухуэя и убил его.
В 1357 году Чэнь Юлян провозгласил себя «королем Хань» в Цзянчжоу (江州; современный Цзюцзян, Цзянси) и императором на следующий год после смерти Сюй Шухуэя. Его эпохальное имя, как и название его империи, было Да Хан (大漢; буквально «Великий Хань»).
С 1359 по 1363 год флот Чэня был сильнейшим в верховьях реки Янцзы. Его власть была по крайней мере столь же велика, как и у другого мятежного государства У, возглавляемого Чжу Юаньчжаном, основателем династии Мин.
В 1360 году ханьский флот и армия начали длительную войну против сил У. В то время силы У базировались в Цзицине (современный Нанкин). Позже, в 1368 году, У был переименован в «Мин». Нападение на столицу У было отбито благодаря превосходной разведке У (вероятно, из-за дезертирства части ханьского флота ранее в том же году). Война продолжалась до решающей битвы у озера Поянху, где флот У с небольшим перевесом победил более крупный флот Хань после трех дней боёв.
Через месяц после сражения у озера Поянху ханьский флот попытался вырваться из озера Поян. В ходе завязавшегося корабельного боя Чэнь был убит (предположительно, он умер от ранения стрелой в голову). На момент его смерти 3 октября 1363 года ему было 43 года.
Поскольку его наследный принц Чэнь Шань (陳善) был взят в плен, Чэнь Юляну наследовал его второй сын, Чэнь Ли, который вскоре подвергся нападению флота и армии У. Завоевание Хань заняло еще два года, но к апрелю 1365 года империя Хань распалась, и все ее земли теперь стали частью базы власти Чжу Юаньчжана.

## Семья
- Отец: Чэнь Пуцай (陳普才) стал маркизом Чэнъэнь (承恩侯) Чжу Юаньчжаном после падения Хань.
- Мать: из клана У (吴氏)

Братья:
- Чэнь Юфу (陈友富), будет повышен до титула маркиза Гуйжэня (归仁伯) Чжу Юаньчжаном.
- Чэнь Ючжи (陈友直), будет повышен до титула маркиза Хуайяня (怀恩伯) Чжу Юаньчжаном.
- Чэнь Южэнь (陳友仁), погибший в битве у озера Поян
- Чэнь Югуй (陳友貴), погибший в битве у озера Поян

Супруги: у Чэнь Юляна было несколько наложниц по фамилиям Ян (杨), Лу (娄), Тао (陶) и Ду (阇). Дети:
- Чэнь Шань (陈善), наследный принц, был взят в плен
- Чэнь Ли (陳理; 1351—1408), его преемник, основал корейский клан Янсан Джин.